# Iosif Dan
Iosif Dan (n. 14 octombrie 1950, București, România – d. 5 decembrie 2007, Novosibirsk, Regiunea Novosibirsk, Rusia) a fost un politician român, membru al Partidul Social Democrat.

## Viața privată
Între 1967 - 1969 a făcut școala de maiștri militari de la Sibiu. A urmat cursurile liceelor I. L. Caragiale și George Călinescu. Până în 1990 a fost electronist. Era necăsătorit, dar avea doi copii.
A încetat din viață la vârsta de 57 de ani în dimineața zilei de 5 decembrie 2007, într-un spital din Novosibirsk, Rusia, unde urma un tratament împotriva cancerului pulmonar avansat de care suferea.

## Activitate politică
A devenit cunoscut opiniei publice prin participarea la Revoluția Română din 1989, fiind unul dintre liderii manifestațiilor din 21 decembrie 1989 din Piața Universității din București alături de Dinca Dumitru, Radu Silaghi și Romeo Raicu, iar în 22 decembrie 1989 unul dintre primii care au intrat în sediul clădirii fostului Comitet Central (C.C) al PCR. Presa din perioada respectivă a relatat despre implicarea lui Dan Iosif în dispariția unui sac de dolari din sediul C.C. (salariile care urmau a fi trimise diplomaților români). De asemenea, au circulat legende conform cărora Dan Iosif ar fi împușcat tot ce a mișcat în subsolurile clădirii C.C.. Dan Iosif a fost sufletul organizațiilor de revoluționari timp de 19 ani.
După Revoluție a devenit, pe rând, senator în legislatura 1990-1992, consilier (1992-1996), șef de birou senatorial (1996-2000), consilier de stat (2000-2004). Din 2004 a fost deputat în legislatura 2004-2008 pe listele PSD. În cadrul activității sale parlamentare în legislatura 1990-1992, Dan Iosif a fost membru în grupurile parlamentare de prietenie cu Regatul Belgiei și Canada. În cadrul activității sale parlamentare în legislatura 2004-2008, Dan Iosif a fost membru în grupurile parlamentare de prietenie cu Arabia Saudită, Mongolia și Republica Serbia.  
În 1990 s-a remarcat prin organizarea de contra-demonstrații de susținere a lui Ion Iliescu.
Consilier a lui Ion Iliescu și adept politic fidel al acestuia, Iosif Dan a fost un permanent membru al partidelor politice care-l susțineau (inițial FSN, ulterior FDSN, PDSR și PSD).
Între 1997 și 2000, Dan Iosif a fost cel mai acid critic al guvernării CDR, el reușind să facă primele greve spectaculoase, cu revoluționari legați cu lanțuri în fața sediului Senatului României, manifestări care au șubrezit guvernarea Ciorbea. A făcut parte din Comisia parlamentară a revoluționarilor din decembrie 1989, până în martie 2005 și din Comisia pentru ordine publică, apărare și siguranță națională a Camerei Deputaților.
Deputat PSD, a fost audiat în 2006 în dosarul Mineriadei din 13-15 iunie 1990, numărându-se printre cele 20 de persoane cercetate pentru subminarea puterii de stat și crime împotriva umanității.
De asemenea, s-a aflat și în atenția procurorilor în dosarul „Aurul dacilor”, fiind indicat de martori sub acoperire ca posibil beneficiar al brățărilor dacice, însă procurorii au decis neînceperea urmăririi penale în cazul său.
În declarația de avere înaintată de Dan Iosif la data de 13 iulie 2006 către Camera Deputaților din Parlamentul României, Dan Iosif a declarat că a avut în posesia sa înainte de 1989 2 kg de aur precum și colecții de tablouri, icoane și sculpturi. Dan Iosif a mai declarat în scris că a avut relații de împrumut cu Marian Iancu în valoare de peste 300.000 euro.
În vara anului 2007, după ce RA-APPS a declarat că demnitarii care locuiesc abuziv în casele de protocol vor fi evacuați, Dan Iosif a amenințat că își va arunca locuința în aer.
Deși trebuia să predea locuința de serviciu cu puțin timp în urmă, a solicitat ca mai întâi să-i fie restituiți banii pe care i-a investit în imobil.
A fost decorat cu Ordinul Serviciul Credincios în rang de Cavaler.